# Meýlis Durdyýew
Meýlis Serdarowiç Durdyýew (ur. 26 maja 2002 w Türkmenabacie) – turkmeński piłkarz grający na pozycji pomocnika w klubie FK Arkadag.

## Kariera klubowa

### Köpetdag Aszchabad
Durdyýew grał w Köpetdagu Aszchabad w pierwszej połowie sezonu 2022. 

### Energetik Mary
Durdyýew przeszedł do Energetiku Mary 1 lipca 2022. Jego drużyna zajęła w tamtym sezonie ostatnie miejsce w lidze.

### FK Arkadag
Durdyýew przeniósł się do FK Arkadag 1 stycznia 2023. W sezonie 2023 zdobył z nimi mistrzostwo Turkmenistanu oraz Puchar Turkmenistanu.

## Kariera reprezentacyjna

### Turkmenistan U-23
Durdyýew zagrał dwa mecze dla Turkmenistanu U-23: 6 września 2023 przeciwko Indonezji U-23 (przeg. 2:0) i Chińskiemu Tajpej U-23 (wyg. 0:4).

### Turkmenistan
Durdyýew zadebiutował w reprezentacji Turkmenistanu 16 listopada 2023 w meczu z Uzbekistanem (przeg. 1:3), w którym zdobył też swoją pierwszą bramkę. Drugi występ zaliczył 21 listopada 2023 w zremisowanym 2:2 spotkaniu przeciwko reprezentacji Hongkongu.
| Mecze i gole w reprezentacji | Mecze i gole w reprezentacji | Mecze i gole w reprezentacji | Mecze i gole w reprezentacji | Mecze i gole w reprezentacji | Mecze i gole w reprezentacji | Mecze i gole w reprezentacji | Mecze i gole w reprezentacji         |
| Turkmenistan U-23            | Turkmenistan U-23            | Turkmenistan U-23            | Turkmenistan U-23            | Turkmenistan U-23            | Turkmenistan U-23            | Turkmenistan U-23            | Turkmenistan U-23                    |
| Lp.                          | Data                         | Miejsce                      | Gospodarz                    | Gość                         | Wynik                        | Gol                          | Rozgrywki                            |
| ---------------------------- | ---------------------------- | ---------------------------- | ---------------------------- | ---------------------------- | ---------------------------- | ---------------------------- | ------------------------------------ |
| 1.                           | 06.09.2023                   | Surakarta                    | Indonezja U-23               | Turkmenistan U-23            | 2:0                          |                              | Puchar Azji U-23 2024 – eliminacje   |
| 2.                           | 12.09.2023                   | Surakarta                    | Turkmenistan U-23            | Chińskie Tajpej U-23         | 4:0                          |                              | Puchar Azji U-23 2024 – eliminacje   |
| Turkmenistan                 |                              |                              |                              |                              |                              |                              |                                      |
| Lp.                          | Data                         | Miejsce                      | Gospodarz                    | Gość                         | Wynik                        | Gol                          | Rozgrywki                            |
| 1.                           | 16.11.2023                   | Aszchabad                    | Turkmenistan                 | Uzbekistan                   | 1:3                          | Gol                          | Mistrzostwa Świata 2026 – eliminacje |
| 2.                           | 21.11.2023                   | Hongkong                     | Hongkong                     | Turkmenistan                 | 2:2                          |                              | Mistrzostwa Świata 2026 – eliminacje |